# Hrabstwo Williams (Ohio)
Hrabstwo Williams (ang. Williams County) – hrabstwo w stanie Ohio w Stanach Zjednoczonych. Obszar całkowity hrabstwa obejmuje powierzchnię 423,052891 mil2 (1 095,71 km²). Według danych z 2010 r. hrabstwo miało 37 642 mieszkańców. Hrabstwo powstało 1 kwietnia 1820 roku i nosi imię Davida Williamsa - członka milicji stanu Nowy Jork, który brał udział w ujęciu Johna Andréa, brytyjskiego szpiega podczas wojny o niepodległość Stanów Zjednoczonych.

## Sąsiednie hrabstwa
- Hrabstwo Hillsdale (Michigan) (północ)
- Hrabstwo Fulton (wschód)
- Hrabstwo Henry (południowy wschód)
- Hrabstwo Defiance (południe)
- Hrabstwo DeKalb (Indiana) (południowy zachód)
- Hrabstwo Steuben (Indiana) (północny zachód)

## Miasta
- Bryan

## Wioski
- Blakeslee
- Edgerton
- Edon
- Holiday City
- Montpelier
- Pioneer
- Stryker
- West Unity

## CDP
- Alvordton
- Kunkle
- Lake Seneca
- Pulaski